# Caye Loaita
La caye Loaita, également connue sous le nom d'île Melchora Aquino (en anglais Loaita Cay, en philippin Pulo ng Melchora Aquino, en mandarin Nányào Shāzhōu (en sinogrammes 南鑰沙洲/南钥沙洲), en vietnamien Đảo Loại Ta Tây), est une île des îles Spratleys naturelles en mer de Chine méridionale.
Elle a une superficie de 0,53 hectares (5 300 m2) et est située sur le banc Loaita à environ 5 milles marins (9,3 km) au nord-ouest de l'île Loaita (Kota) occupée par les Philippines, juste à l'ouest du nord de Dangerous Ground,,. 

## Géographie
La caye Loaita et Loaita Nan sont situés à l'extrémité sud-ouest du banc Loaita. Les caractéristiques géographiques peu profondes les plus proches sur le banc Loaita sont l'île Loaita à 5 milles marins au sud-est, un récif Loaita non nommé à 7 milles marins au sud-est et la caye Lankiam à environ 10 milles marins à l'est. La caractéristique géographique peu profonde la plus proche en dehors du banc Loaita est le récif de Subi à 18 milles marins au nord-ouest.
Le platier récifal de la caye Loaita et Loaita Nan s'étend sur 12 km le long de son axe du nord-est au sud-ouest et atteint 3,6 km le long de son axe du nord-ouest au sud-est. Ils entourent un petit lagon qui communique avec le lagon sud du banc Loaita.

## Environnement
L'île est une caye basse, plate et sablonneuse et est sujette à l'érosion. Elle change de forme selon les saisons. L'accumulation de sable dépend en grande partie de la direction des vents et des vagues dominants ; l'île prend depuis quelques années une forme allongée.
Comme l'île Plane et la caye Lankiam, elle est dépourvue de toute végétation. Aucune source d'eau souterraine n'a été trouvée dans la zone.

## Occupation philippine
Le 22 mai 1963, une stèle de souveraineté a été reconstruite sur l'île Loaita par les membres de l'équipage des trois navires Huong Giang, Chi Lang et Ky Hoa de la république du Viêt Nam.
Actuellement, l'île sert d'avant-poste d'observation militaire, est gardée par des soldats philippins stationnés sur l'île Loaita voisine qui s'y rendent régulièrement. Elle est observés depuis une haute structure sur l’île Loaita.
L'emplacement de cet avant-poste, que les Philippines appellent l'île Panata, est souvent signalé à tort comme étant sur la caye Lankiam, à l'est de l'île Loaita. Bien que les rapports suggèrent que Lankiam était autrefois une petite caye sablonneuse, elle semble avoir été emportée par les eaux, ne laissant qu'un récif submergé et un petit banc de sable mobile. S'il y a jamais eu une installation philippine là-bas, elle a été déplacée sur la caye Loaita et a pris avec elle le nom d'île Panata.

## Revendication de souveraineté
L'île est administrée par les Philippines dans le cadre de Kalayaan, Palawan.
Elle est également revendiquée par la république populaire de Chine, la république de Chine (Taiwan) et le Viêt Nam.